# Carling Academy Birmingham
Carling Academy Birmingham é um centro de convenções localizado em Birmingham, Inglaterra.